# Стівен Стрендж (Кіновсесвіт Marvel)
Сті́вен Стрендж (англ. Stephen Strange) — персонаж з медіафраншизи Кіновсесвіту Marvel (КВМ), заснований на однойменному персонажі Marvel Comics — зазвичай відомий своїм вченим званням — До́ктор Стрендж (англ. Doctor Strange). Його роль виконав Бенедикт Камбербетч. Вперше він з’явився в ролі головного героя в однойменному фільмі (2016) як блискучий, але зарозумілий нейрохірург, який після автокатастрофи, що закінчила його кар’єру, відкриває магію і стає майстром містичних мистецтв, використовуючи свої нововідкриті здібності, щоб захистити Землю. Пізніше він стає новим Верховним чародієм Землі після смерти Прадавньої, і стає союзником Месників. Пізніше Стрендж стикається з кількома проблемами новоствореного мультивсесвіту, включаючи розрив між реальностями, створений перерваною спробою стерти всі знання про таємну особу Пітера Паркера як Людини-павука; і зіпсована Даркголдом Ванду Максимову, якій він повинен перешкодити отримати здатність Америки Чавез подорожувати мультивсесвітом для власних цілей.
Станом на 2022 рік персонаж є однією з центральних фігур КВМ, знявшись у шести фільмах. Камбербетч отримав схвалення критиків за роль Стренджа і був номінований на кілька нагород.
Альтернативні версії Стренджа з мультивсесвіту з’являються в мультсеріалі «А що як...? (телесеріал)» (2021) та фільм «Доктор Стрендж у мультивсесвіті божевілля» (2022). Особливо популярна версія під назвою Верхо́вний До́ктор Стрендж (англ. Doctor Strange Supreme), яка випадково знищила свій усесвіт у своїх зусиллях воскресити свою версію Крістін Палмер, а пізніше разом із Спостерігачем заснував Вартових Мультивсесвіту, щоб перемогти альтернативну версію Альтрона.

## Концепція та створення

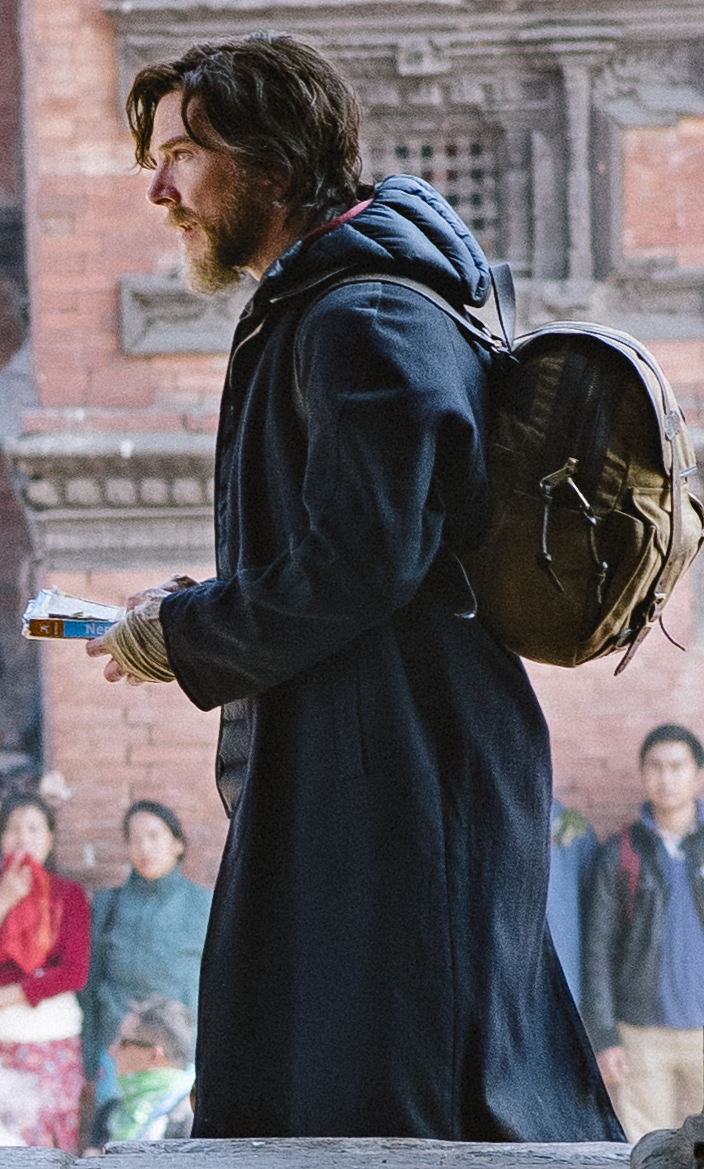
Бенедикт Камбербетч на зйомках «Доктора Стренджа» у 2015 році.

Персонаж Доктора Стренджа спочатку був створений у 1960-х роках. Художник Стів Дітко та письменник Стен Лі описали персонажа як того, що спочатку був ідеєю Дітка, який написав у 2008 році: «Я сам приніс Лі п’ятисторінкову олівцем розповідь зі сценарієм сторінки/панелі мого ідея нового, іншого типу персонажа для різноманітност в Marvel Comics. Мого персонажа назвали доктором Стренджем, тому що він з’являвся в «Дивних оповідках »  У листі 1963 року до Джеррі Бейлса Лі написав:
|  | Що ж, у нас є новий персонаж у роботі над Дивними оповідання (лише 5-сторінковий наповнювач під назвою Доктор Стрендж) Стів Дітко збирається його намалювати. Це щось на зразок чорної магії. У першій історії немає нічого особливого, але, можливо, ми зможемо зробити щось із нього… Це була ідея Стіва, і я подумав, що ми дамо їй шанс, хоча, знову ж таки, нам довелося надто поспішати з першою. Невеликий побічний ефект: Спочатку вирішив називати його містером Стренджем, але подумав, що містер. занадто схоже на Містера Фантастика — тепер, однак, я пам'ятаю, що зовсім недавно в одному з наших журналів був лиходій на ім'я Доктор Стрендж, сподіваюся, це не буде занадто заплутаним! |

Після екранізації 1978 року під назвою «Доктор Стрендж» з середини 1980-х років розроблялися різні втілення екранізації «Доктор Стрендж», поки Paramount Pictures не придбала права на фільм у квітні 2005 року від імені Marvel Studios. У середині 2000-х Кевін Файґі зрозумів, що Marvel все ще володіє правами на основних персонажів Месників, серед яких був і Стрендж. Файґі, самозваний «фанбой», уявляв собі створення спільного всесвіту, як це зробили творці Стен Лі та Джек Кірбі зі своїми коміксами на початку 1960-х років. У 2004 році Девід Мейзел був прийнятий на посаду операційного директора Marvel Studios, оскільки у нього був план студії для самофінансування фільмів. Marvel уклала борг без права регресу з Merrill Lynch, за яким Marvel отримала $525 мільйонів, щоб зняти максимум 10 фільмів на основі власности компанії протягом восьми років, забезпечених певними правами на фільми в цілому на 10 персонажів, включаючи Доктора Стренджа. Томас Дін Доннеллі та Джошуа Оппенґеймер були залучені до написання сценарію в червні 2010 року. У червні 2014 року Дерріксона було найнято для режисури та переписування фільму разом зі Спайтсом. Камбербетч був обраний на однойменну роль у грудні 2014 року, що вимагало зміни розкладу, щоб обійти інші його зобов’язання. Це дало Дерріксону час попрацювати над сценарієм самому, для чого він залучив Карґілла на допомогу.

## Біографія вигаданого персонажа

### Ставання майстром містичних мистецтв
У 2016 році Стівен Стрендж — багатий, відомий, але зарозумілий нейрохірург, який серйозно поранив руки в автомобільній аварії через що не міг оперувати. Друга хірург і колишня коханка Крістін Палмер намагається допомогти йому рухатися далі, але Стрендж ігнорує її спроби і марно проводить експериментальні операції, щоб вилікувати його руки, ціною свого багатства. Стрендж дізнається про Джонатана Пенґборна, хворого на параплегію, якого раніше відмовився лікувати через те, що вважав, що у нього мало шансів на одужання, але таємничим чином він знову користувався ногами. Пангборн направляє Стренджа до Камар-Таджа, де його рятують від групи злодіїв, які намагаються вкрасти його дорогий годинник, і захоплює Мордо, чаклун під керівництвом Прадавньої.
Прадавня демонструє свою силу Стренджу, відкриваючи астральний план та інші виміри, такі як Дзеркальний вимір. Вона неохоче погоджується навчати Стренджа, чия зарозумілість і честолюбство нагадують їй чаклуна-відступника Кицилія, який нещодавно вкрав сторінки важливої книги з бібліотеки Камар-Тадж. Дивні дослідження під керівництвом Древнього і Мордо, а також із стародавніх книг у бібліотеці, яку зараз охороняє майстер Вонґ. Стрендж дізнається, що Земля захищена від загроз з інших вимірів щитом, створеним із трьох будівель під назвою Санктум у Нью-Йорку, Лондоні та Гонконґу, які з’єднані та доступні з Камар-Тадж. Стрендж використовує свою вражаючу пам'ять і швидко прогресує, таємно читаючи текст, з якого Кецилій вкрав сторінки, навчаючись згинати час за допомогою містичного Ока Аґамотто. Мордо і Вонґ ловлять Стренджа на ділі і застерігають його від порушення законів природи, порівнюючи з прагненням Кицилія до вічного життя. Після того, як Кицилій використовує вкрадені сторінки, щоб зв’язатися з Дормамму з Темного виміру і очолив атаку на Нью-Йоркський святилище, вбивши його опікуна, Стрендж утримує нападників за допомогою Плаща Левітації, поки не прибудуть Мордо та Правдавня. Мордо розчаровується в Прадавній після того, як Стрендж розкриває, що Прадавня черпає силу з Темного виміру, щоб підтримувати своє довге життя. Пізніше Кицилій смертельно поранив Прадавню і втікає до Гонконґу. Перед смертю вона каже Стренджу, що йому теж доведеться порушити правила, щоб доповнити непохитний характер Мордо, щоб перемогти Кицилія. Стрендж і Мордо прибувають до Гонконґу, щоб знайти Вонґ мертвим, Святилище зруйновано, а Темний вимір охоплює Землю. Стрендж використовує Око, щоб повернути час назад і врятувати Вонґа, потім входить у Темний вимір і створює петлю часу навколо себе та Дормамму. Після неодноразового безрезультатного вбивства Стренджа, Дормамму нарешті поступається вимогам Стренджа залишити Землю і заберає з собою Кицилія та його фанатиків в обмін на те, що Стрендж розірве петлю. Стрендж повертає Око Камар-Таджу і поселяється в Нью-Йоркському святилищі, щоб продовжити навчання, і веде список спостереження за різними загрозами для Землі.
У 2017 році, коли Тор і Локі прибувають до Нью-Йорка, Стрендж захоплює Локі в портал і запрошує Тора до Нью-Йоркського святилища, де він ставить під сумнів його мотиви принести Локі на Землю. Тор пояснює, що вони шукають свого батька, тому Стрендж знаходить Одіна, звільняє Локі та відправляє двох у портал до Норвегії.

### Війна нескінченности та воскресіння
У 2018 році Стрендж і Вонґ розмовляють у нью-йоркському святилищі, коли Брюс Беннер впав на дах. Він повідомляє Стренджу і Вонґу про неминучу загрозу Таноса. У відповідь Стрендж наймає Тоні Старка на допомогу. Ебоні Мо і Кулл Обсидіан, члени Дітей Таноса, прибувають, щоб забрати Камінь Часу, що зберігається Стренджем в Оці Аґамотто, і в кінцевому підсумку привертають увагу Пітера Паркера, який приходить на допомогу. Мо захоплює Стренджа, але не зміг взяти Камінь Часу через зачарування, тому він бере його на свій космічний корабель, щоб його катувати, поки він не розірве заклинання. Однак Старк і Паркер проникають на корабель, вбивають Мо і рятують Стренджа. Приземляючись на планеті Титан, де Мо мав зустрітися з Таносом, тріо зустрічається з Пітером Квілом, Дрексом Руйнівником і Мантіс і разом формує план боротьби з Таносом, коли він прибуде. Чекаючи на нього, Стрендж використовує Камінь часу, щоб побачити мільйони можливих майбутніх, бачачи лише одне, в якому Танос програє. Група разом з Небулою бореться з Таносом і майже успішно знімає його рукавицю нескінченности, поки розлючений Пітер Квілл все не псує. Після короткого поєдинку з Таносом Стрендж зазнає поразки, а Старк важко поранений, але його врятують, коли Стрендж здає Камінь часу. Як тільки відбувається Блим, Стрендж каже Старку, що іншого шляху не було, і розпадається.
У 2023 році, Стрендж повертається до життя, і він разом з Вонґом і іншими Майстрами містичних мистецтв транспорту Пітера Паркера, Вартових Галактики, в вакандійців, в аґсардійців через портал на Землю, щоб приєднатися до битва проти альтернативного Таноса та його армії. Під час битви Стрендж не дає поля битви затопити морем, і він натякає Старку, що це єдине майбутнє, в якому вони перемагають. Після того, як Старк жертвує собою, щоб перемогти Таноса, Стрендж відвідує його похорон.

### Допомога Пітеру Паркеру
У 2024 році, після того, як Квентін Бек виявляє Паркера як Людину-павука, Паркер відвідує Стренджа і звертається за допомогою до Стренджа, щоб накласти заклинання, щоб світ забув, що він Людина-павук, на що він погоджується, незважаючи на попередження Верховного Чародія Землі Вонґа про небезпеку заклинання. Однак заклинання має зворотний ефект, коли Паркер ненавмисно відволікає Стренджа, розмовляючи під час його виконання, втручаючись у мультивсесвіт і відкриваючи його, змушуючи суперлиходіїв із різних реальностей, які раніше воювали та загинули від рук різних версій Людини-павука, потрапляли до Стренджа. Усесвіт, включаючи дві версії Пітера Паркера, Отто Октавіуса, Нормана Осборна, Флінта Марко, Курта Коннорса, Макса Діллона, Едді Брока та Венома. Стрендж хоче відправити лиходіїв назад у їхні рідні всесвіти, але, дізнавшись, що вони помруть, коли повернуться, Пітер нападає на Стренджа, і вони двоє мають битву в дзеркальному вимірі. Стівен не намагався завдати шкоди Пітеру і був застигнутий зненацька. Стрендж потрапив у пастку в дзеркальному вимірі, коли Пітер викрав перстень Стренджа. Пізніше Нед звільняє Стренджа і стає свідком, як Пітер і альтернативні версії Пітера лікують негідників. Мультивсесвіт продовжує розкриватися, і Пітер каже Стренджу знову спробувати заклинання, цього разу змушуючи світ забути взагалі про його існування. Стрендж робить це, в результаті чого альтернативні Пітери та їхні лиходії повертаються до своїх рідних усесвітів, а всі забувають Пітера Паркера, включаючи самого Стренджа, який прощається з ним.

### Боротьба з Багряною відьмою
Дещо пізніше, коли Стрендж відвідує весілля Крістін Палмер, де він вибачається перед Палмер за свою минулу поведінку, невидима істота раптово атакує місто і стикається зі Стренджем, який розкриває істоту як міжвимірну істоту, схожу на восьминога, Ґарґантоса. Коли Стренджа перемагають, Вонґ приєднується до бою, і вони врешті-решт вбивають істоту, рятуючи дівчину, яка представляється як Америка Чавез. Чавез пояснює, що вона може подорожувати мультивсесвітом і що інші істоти прагнуть її сили, включаючи Стівена Стренджа з її всесвіту, який намагався забрати її силу, захищаючи її від моснтра. Чавез відводить Стренджа і Вонґа до тіла Стренджа, і Стрендж робить висновок, що на нього наклали чаклунські руни.
Стрендж зустрічається з Вандою Максимовою, не усвідомлюючи, що її вже захопив Даркголд і перетворив на Багряну відьму. Після того, як Стрендж розповідає Максимовій про Чавез, вона має намір використати Чавез, щоб отримати її владу, щоб бути зі своїми дітьми Біллі та Томмі, яких вона створила під час перебування у Веств’ю. Стрендж відмовляється віддати її Максимову, який нападає на Камар-Тадж, вбиваючи багатьох чаклунів. Під час атаки сили Чавез спрацьовують, і вони з Стренджем тікають через портал, залишаючи Вонґа в полоні Максимова. Максимова починає виконувати заклинання Даркголду, відоме як «маршрут», щоб знайти версію Ванди з Біллі та Томмі в мультивсесвіті та заволодіти її тілом. Чарівниця, яка вижила, жертвує собою, щоб знищити Даркголд і перервати шлях мрії. Потім Максимова змушує Вонґа провести її до гори Вундаґор, джерела сили Даркголду та місця розташування святині Червоної відьми, що дозволяє їй відновити подорож уві сні зі своєю Землею-838.
Стрендж і Чавез потрапляють в альтернативний всесвіт, позначений як «Земля-838», де їх заарештовує Мордо з цього всесвіту. Стрендж зустрічає Палмер з цього всесвіту, який називає свою Землю «Земля-616». Мордо веде Стренджа до Ілюмінатів, до складу яких входять сам Мордо, капітан Пеггі Картер, король Блекагар Болтагон, капітан Марія Рамбо, доктор Рід Річардс і професор Чарльз Ксав’єр. Вони пояснюють, як необачне використання Стренджем Даркголду їхнього всесвіту для перемоги над Таносом спровокувало «вторгнення», знищивши інший всесвіт, що призвело до того, що Ілюмінати змусили Чорну Стрілу вбити його, зробивши Мордо новим Вищим Чарівником і зайнявши вакантне місце Стренджа в Ілюмінатах. Потім ілюмінати стверджують, що Стрендж-616 також був небезпечний. Ванда-616 заходить у Ванду-838, щоб схопити Чавез та атакує штаб-квартиру Ілюмінатів, убивши всіх, крім Мордо, якого переміг Стрендж. Стрендж, Чавез і Палмер тікають у простір між усесвітами, де вони шукають Книгу Вішанті, яку вони мають намір використати, щоб перемогти Багряну відьму. З'являється Максимова і захоплює розум Чавез, використовуючи свої сили, щоб відправити Стренджа та Палмер в інший всесвіт. На Землі-616 Максимова починає заклинання, щоб забрати сили Чавез.
Стрендж і Палмер потрапляють у знищений вторгненням всесвіт, де Стрендж зустрічає ще одного Стренджа, який був зіпсований Даркголдом. Стрендж вбиває Стренджа цього всесвіту та бере свій Даркголд, щоб уві сні увійти в тіло померлого Захисника Стренджа та піти за Максимовою. За допомогою Чавез, якій вдалося отримати контроль над своїми здібностями, вона відправляє Максимову назад на «Землю-838» і в сім’ю Максимової у цьому всесвіті, де вона розуміє, що її дії налякали Біллі та Томмі з цього всесвіту перед їхньою матір’ю. З жалю про свої вчинки Максимова знищує Даркголд у всіх всесвітах, мабуть, жертвуючи собою для цього, використовуючи свої сили, щоб зруйнувати гору Вундаґор. Стрендж, Чавез і Вонґ повертаються на Землю-616, а Палмер-838 повертається додому. Чавез починає навчання в Камар-Тадж. Після цього у Стренджа з’являється третє око, і до нього звертається чарівниця Клея, яка запрошує його відвернути вторгнення в Темному вимрі.

## Альтернативні версії
Кілька альтернативних варіантів Стренджа з’являються в анімаційному серіалі «А що як...?», з Камбербетчем знову у ролі.

### Верховний Доктор Стрендж
В альтернативному 2016 році Стрендж шукає Камар-Таджа і стає майстром містичного мистецтва після того, як Палмер загинула в автокатастрофі, а сам він не постраждав. Потім він робить незліченну кількість спроб повернути назад смерть Палмер за допомогою Ока Аґамотто, але зазнає невдачі, що б він не намагався, і Прадавня повідомляє, що подія була незворотною «абсолютною точкою» у часі, оскільки в результаті парадокс пошкодить тканину реальности. Стрендж відмовляється слухати і тікає до Бібліотеки Каліостро, де він проводить століття, поглинаючи магічних істот і перетворюючись на жахливу версію себе «Верховного Доктора Стренджа». Дізнавшись, що Прадавня використав заклинання з Темного виміру, щоб розділити його на дві істоти, щоб розділити його владу, а друга половина змирилася зі смертю Палмер, Верховний Стрендж протистоїть своїй другій половині і врешті-решт поглинає його, перш ніж воскресити Палмер, яка його відштовхує, поки їх Усесвіт помирає. Верховний Стрендж благає допомоги у Уату, всезнаючого спостерігача мультивсесвіту, але отримує відмову, оскільки Спостерігач засуджує його за те, що він не зважав на попередження Прадавньої і що він поклявся не втручатися в події мультивсесвіту. Коли його всесвіт руйнується, Верховний Стрендж безпорадно спостерігає, як Палмер зникає з життя, і він сумує на самоті в кишеньковому вимірі. Через деякий час Стренджа відвідує Спостерігач, який шукає його допомоги, щоб перемогти Альтрона іншого всесвіту.
Стрендж матеріалізує бар і зустрічається з капітанкою Картером, зоряним лордом Т'Чаллою, Тором, Ґаморою та Еріком «Кілмонґером» Стівенсом, яких Спостерігач вибрав як Вартових Мультивсесвіту для боротьби з Альтроном. Перебуваючи в іншому всесвіті, Тор передчасно сповіщає Альтрона про їхнє місцезнаходження, спонукаючи Стренджа перевезти орду зомбі з іншого всесвіту, щоб відвернути Альтрона, коли вони втекли. У рідному всесвіті Альтрона вони зустрічають Наташу Романову, і команда бореться з Альтроном. Після того, як Романова і Картер успішно завантажили аналогову свідомість Арніма Золи в тіло Альтрона, Кілмонґер зраджує їх і потрапляє в пастку Стренджа в кишеньковому вимірі разом з Золою, а Спостерігач доручає Верховному Стренджу спостерігати за ними вічність.

### Спалах вірусу зомбі
В альтернативному 2018 році Стрендж заражається квантовим вірусом і перетворюється на зомбі. Після нападу на Брюса Беннера за межами Нью-Йоркського святилища його вбиває Гоуп ван Дайн.

### У мультивсесвіті божевілля

#### Стрендж Захисник
В альтернативній реальності, відомій як Земля-617, Стрендж захищає Америку Чавез від міжвимірного демона, який намагається вкрасти її здатність подорожувати мультивсесвітом. Не маючи змоги втекти та вважаючи, що він краще підготовлений для контролю її сил, Стрендж намагається їх викрасти, щоб вб'є Чавез. Він смертельно поранений демоном, і Чавез відправляє їх обох на Землю-616 (основна реальність в КВМ), де той помирає від отриманих ран. Стрендж і Вонґ Землі-616 знаходять і ховають тіло. Пізніше його тіло захоплює 616-Стрендж, використовуючи заклинання «ходіння уві сні» з Даркголда, щоб боротися з Вандою Максимовою.

#### Верховний Стрендж Землі-838
В альтернативній реальності, відомій як Земля-838, Стрендж був членом Ілюмінатів. Однак його безрозсудне зловживання Даркголдом у спробі перемогти Таноса породило «вторгнення», яке знищило інший усесвіт. Він був страчений Чорним Болтом, зробивши Карла Мордо новим Верховним Чаклуном Землі-838. Після його смерти ілюмінати збрехали світові, сказавши їм, що Стрендж пожертвував собою, щоб убити Таноса, і на його честь була споруджена статуя в нью-йоркському святилищі, що присвоїло йому звання «Наймогутнішого героя Землі».

#### Лиховісний Стрендж охоронець Даркголду
В альтернативній реальності Стрендж використовував Даркголд, щоб "прогулятися уві сні" та знайти інші версії себе, які могли б щасливо жити зі своєю Крістін Палмер. Коли він не міг знайти таку версію, він вирішив убити інші версії себе, майже знищивши свій власний усесвіт у процесі. Коли 616-Стрендж і 838-Палмер потрапляють у цей усесвіт, 616-Стрендж бореться і зрештою вбиває Лиховісного Стренджа.

## Поява

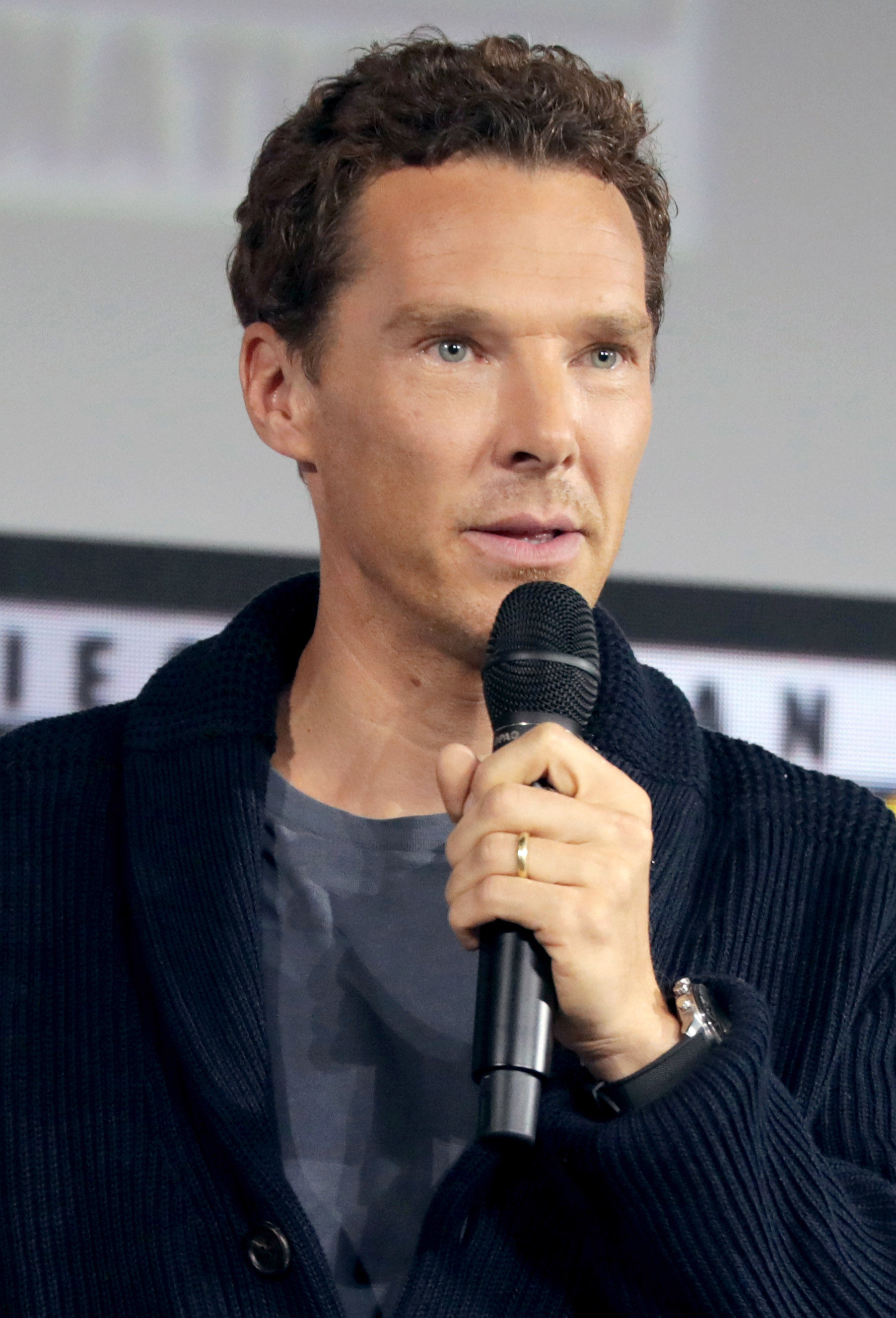
Камбербетч на Comic-Con в Сан-Дієго 2019 року.

Бенедикт Камбербетч грає Стівена Стренджа у фільмах КВМ «Доктор Стрендж» (2016), «Тор: Раґнарок» (2017), «Месники: Війна нескінченности» (2018),  «Месники: Завершення» (2019),  «Людина-павук: Немає шляху додому» (2021) і «Доктор Стрендж у мультивсесвіті божевілля» (2022). Камбербетч також озвучує варіанта Стівена Стренджа з іншого всесвіту, названим «Верховним Стренджем» у трьох епізодах «А що як...?» (2021): «А що як... Доктор Стрендж втратив би своє серце замість рук?» , «А що як... Альтрон переміг би?», і «А що як... Спостерігач порушив би свою присягу?».

### Згадки в інших проєктах
- Стрендж вперше згадується в КВМ Джаспером Сітвеллом у фільмі «Капітан Америка: Зимовий солдат» (2014) як можлива загроза для Гідри.
- У фільмі «Людина-павук: Далеко від дому» (2019) Пітер Паркер запитує Ніка Ф’юрі (насправді замаскований Скрулл Талос ), чому Стрендж не справляється із загрозою Елементалів, на що Марія Гілл (насправді замаскований Скрулл Сорен) каже, що Стрендж «недоступний».
- В епізоді «Сокіл та зимовий солдат» (2021) «Людина, усіяна зірками», Бакі Барнс згадує Стренджа, коли він і Сем Вілсон обговорюють чарівників. [19]

## Характеристика
У своїй першій повнометражній появі в КВМ доктор Стрендж — нейрохірург, який після автомобільної аварії, яка привела до подорожі лікування, відкриває прихований світ магії та альтернативних вимірів. Камбербетч описав Стренджа як зарозумілого, у фільмі «про те, що він переходить із місця, де він думає, що знає все, до усвідомлення, що він нічого не знає». Він порівняв цього персонажа з версією Шерлока Голмса, яку він зображує у «Шерлоку», назвавши обох персонажів «розумними» і «змалюваними однаковими кольорами». Містицизм фільму перегукнувся з Камбербетчем, для якого духовність була важливою з тих пір, як він провів рік перерви, викладаючи англійську мову в тибетському буддійському монастирі в Дарджілінг, Індія. Здібності Стренджа у фільмі включають заклинання з «забавними назвами», створюючи мандали зі світла для щитів та зброї та створюючи портали для швидкого подорожі по світу. Стренджу також допомагають Плащ левітації для польоту та Око Аґамотто, реліквія, що містить Камінь нескінченности, який може маніпулювати часом. Камбербетч дуже обережно визначав фізичні рухи та жести для заклинань, знаючи, що вони будуть помічені та вивчені шанувальниками. Він описав ці жести як «балетні» та «дуже динамічні», і отримав допомогу з рухами пальців від танцівника Джея Фанка.
Пізніше Стрендж став майстром містичних мистецтв. Аарон Лазар був Камбербетчовим дублером до останніх завершених зйомок на Війні струмів (2017). У цей момент Камбербетч перезняв сцени, де потрібно було побачити його обличчя.  Джуліан "JayFunk" Деніелс знову допоміг Камбербетчу своїми рухами, що крутять пальцями.
У «Доктор Стрендж у мультивсесвіті божевілля» сценарист Майкл Волдрон порівняв Стренджа з Індіаною Джонсом як героя, який може «прийняти удар», але з інтелектом Ентоні Бурдена, і додав, що він «чудовий герой пригод, який вам просто подобається». Волдрон сподівався дослідити, який вплив справили б на нього події, через які Стрендж пережив його попередні появи в КВМ. Камбербетч також зображує три альтернативні версії персонажа: начебто героїчне втілення, засноване на версії персонажа із серії коміксів «Захисники» 2011 року; колишній Верховний Чарівник Землі-838, який заснував Ілюмінатів; і версія, яка була зіпсована Даркголдом.

## Сприйняття
The Hollywood Reporter Тодд Маккарті назвав Доктора Стренджа "жвавою зліпок",  в той час як Алонсо Дуралд, огляд для TheWrap сказав, що фільм був «досить розумний, щоб принести в великих британських акторів, щоб зробити передбачувані кроки і уроки життя відчувати себе бадьорими і захоплююче». Мара Рейнштейн з US Weekly розкритикувала фільм, але похвалила «привабливі здібності» Камбербетча в цій ролі, тоді як Адам Ґрем із The Detroit News сказав: «Камбербетч надзвичайно харизматичний у головній ролі... Але справа в тому: він кращий гість вечірки, ніж господар. «Доктор Стрендж» — чудовий вступ, але наприкінці вам не сумно йти до дверей».
За свою гру Камбербетч був номінований у 2016 році на премію Critics' Choice Movie Award за найкращу чоловічу роль у фільмі, а в 2017 році на премію Saturn Award за найкращу чоловічу роль у фільмі, та Teen Choice Award за Найкращий актор у фантастичному фільмі.